# Drosophila mediopictoides
Drosophila mediopictoides är en tvåvingeart som beskrevs av Heed och Wheeler 1957. Drosophila mediopictoides ingår i släktet Drosophila och familjen daggflugor.
Artens utbredningsområde sträcker sig från Costa Rica till Colombia.